# Lu Xun

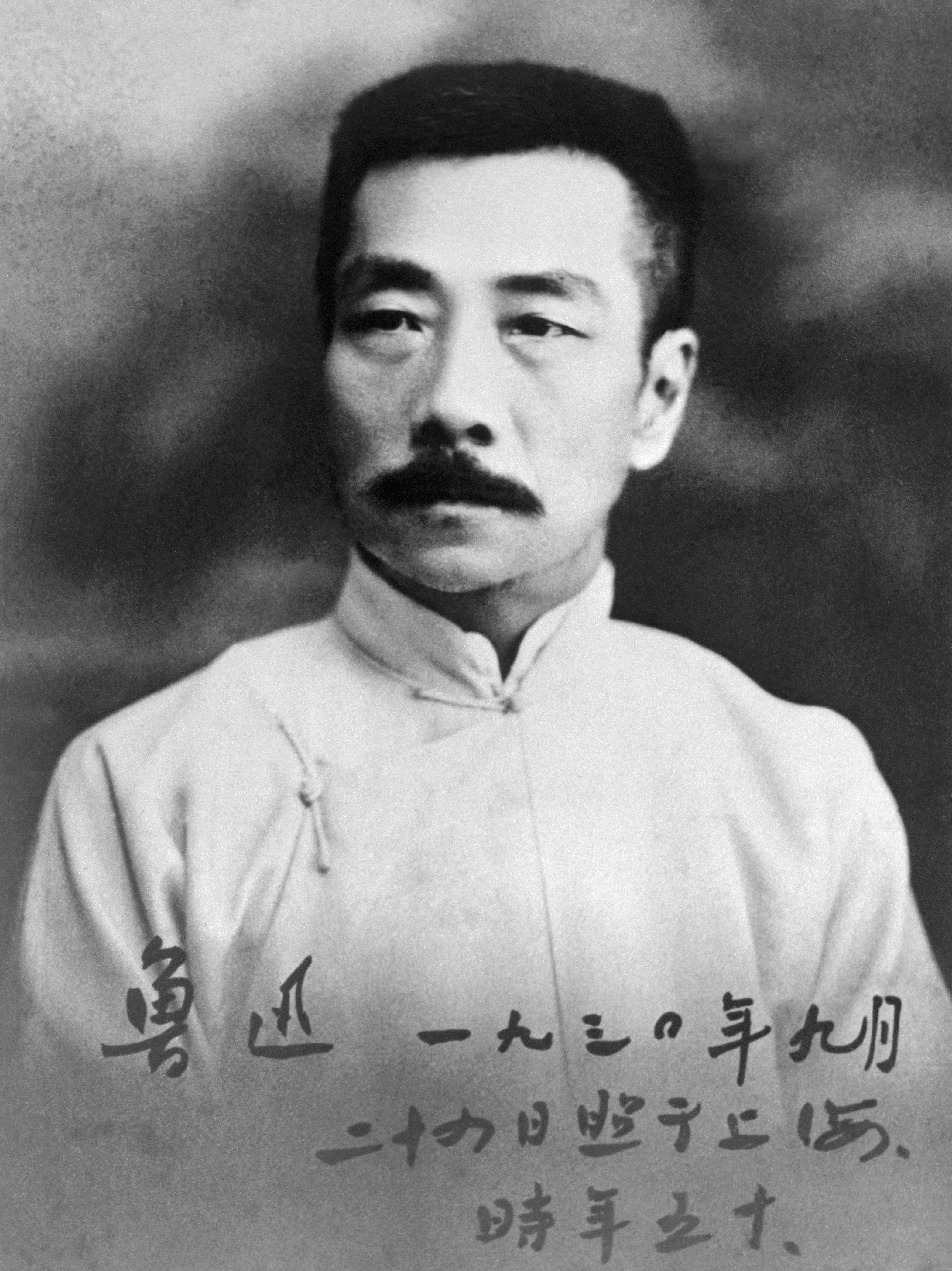
Lu Xun – 魯迅, Fotografie von 1930

Lu Xun (chinesisch 魯迅 / 鲁迅, Pinyin Lǔ Xùn, W.-G. Lu Hsün, eigentlich 周樹人 / 周樹人,  Zhōu Shùrén; * 25. September 1881 als 周樟壽 / 周樟寿,  Zhōu Zhāngshòu in Shaoxing, Provinz Zhejiang, Kaiserreich China; † 19. Oktober 1936 in Shanghai) war ein chinesischer Schriftsteller und Intellektueller der von der Běidà (Peking-Universität) ausgehenden Bewegung des vierten Mai, der sich mit anderen Intellektuellen an der Baihua-Bewegung beteiligte, einer Reformbewegung für literarisches Genre und Stil.

## Literarische Bedeutung

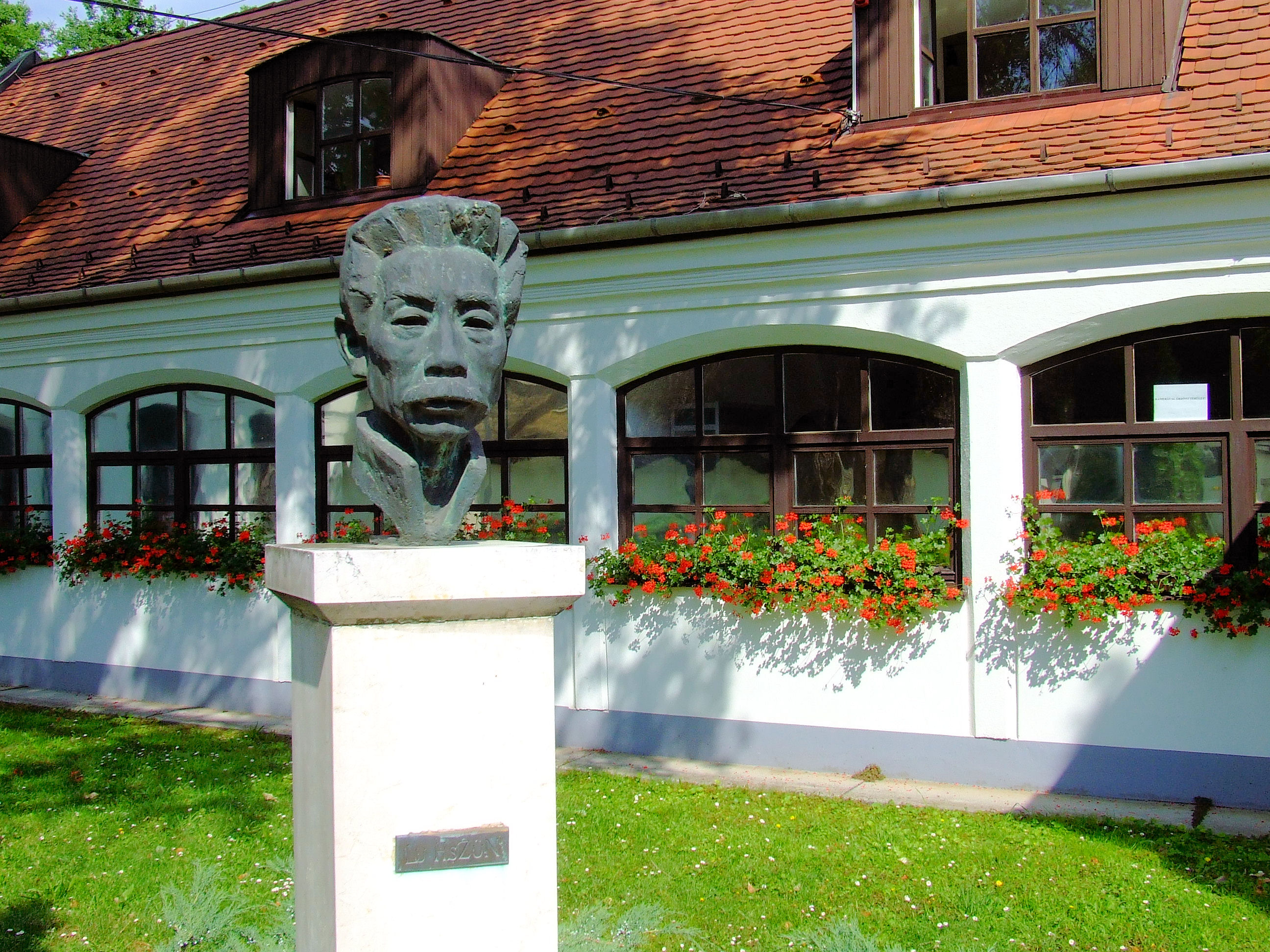
Büste des Schriftstellers Lu Xun in Kiskőrös, Ungarn

Lu Xun gilt in der Volksrepublik China als Begründer der modernen Literatur. In Taiwan waren seine Werke hingegen bis zur Aufhebung des Kriegsrechts Ende der 1980er Jahre verboten.
Die Neuerungen in seinem Schaffen beziehen sich nicht nur darauf, dass er die Umgangssprache Baihua anstatt der Schriftsprache Wenyan verwendete oder für ihre Verwendung eintrat, denn Literatur, in der Baihua verwendet wird, existiert in China bereits seit der Tang- und Song-Dynastie. Bereits Ende des 19. Jahrhunderts traten Gelehrte wie Huang Zunxian, Qiu Tingliang und Wang Zhao für eine Prestigeerhöhung von Literatur in Baihua und für die Anerkennung der allgemeinen Verwendung von Baihua ein. Huang Zunxian behauptete beispielsweise: „Meine Hand schreibt, wie mein Mund redet“.
Die Neuerungen der von Lu Xun mitbegründeten Literatur der Bewegung des vierten Mai bestehen vielmehr darin, dass sich in ihr vielfach eine intellektuelle und ideologische Rebellion gegen die elitäre konfuzianische Tradition der Gesellschaft äußert. Denn obwohl es 1911 in der Xinhai-Revolution zum Sturz der Qing-Dynastie gekommen war und eine chinesische Republik gegründet worden war, trug die Gesellschaft weiterhin feudalistische Strukturen, in der die Bauern von den Grundherrn unterdrückt wurden. Die konfuzianische Ethik und mit ihr die klassische Schriftsprache Wenyan können als Träger der alten Vorstellungen und Ideale gelten, nicht zuletzt, da die Staatsbeamten der Qing-Dynastie eine Aufnahmeprüfung bestehen mussten und dabei Aufsätze über Themen aus den Vier Büchern zu schreiben hatten, die mit der konfuzianischen Ethik vereinbar waren, und nicht wie in einer Demokratie vom Volk gewählt wurden.
So wendet sich Lu Xuns Kurzgeschichte Tagebuch eines Verrückten (1918) als erstes und am deutlichsten gegen das konfuzianische Wertesystem und entlarvt die jahrtausendealte Ethik symbolisch als „Menschenfresserei“. Dieser anti-traditionalistische Gedanke fand Übereinstimmung mit den Ideen der Intellektuellen der Bewegung des vierten Mai.

## Biographie

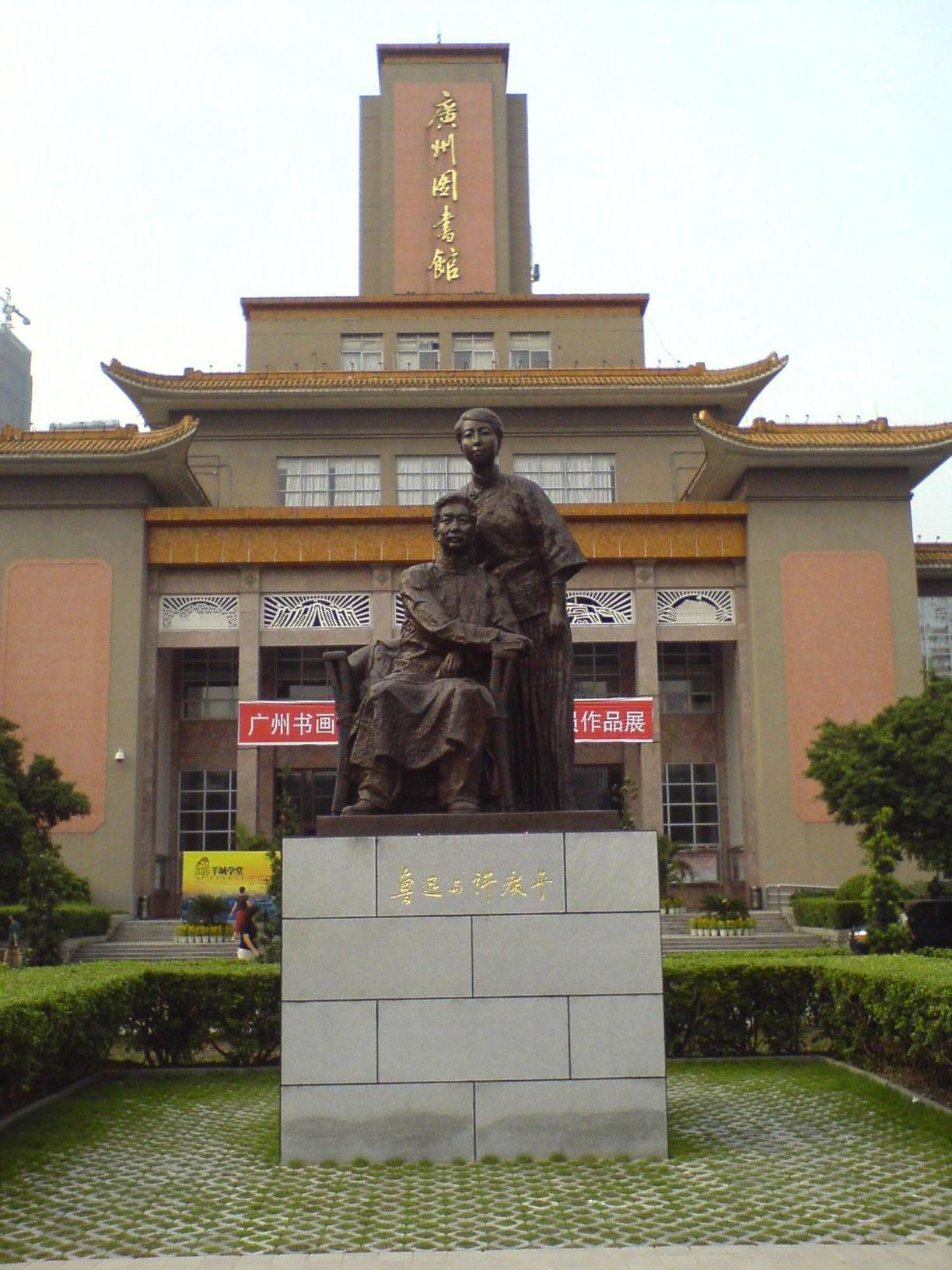
Statue von Lu Xun und seiner Frau Xu Guangping vor der Alten Bibliothek in Guangzhou (Kanton)

### Die Anfänge
Geboren in Shaoxing, Provinz Zhejiang, hieß er ursprünglich Zhōu Zhāngshòu (周樟壽), änderte später in der Zeit in Nanking (Nanjing) 1898 seinen Namen in Zhōu Shùrén (周樹人). Als Sohn einer Literatenfamilie wurde ihm in frühster Kindheit eine Ausbildung in den Klassikern zuteil. Sein jüngerer Bruder war Zhou Zuoren. 1898 studierte er an der Kiangnan-Marineakademie in Nanking, 1899–1902 am Institut für Bergbau und Eisenbahnwesen in Nanjing; beides Schulen des westlichen Typs, die dem Wissensdrang des jungen Lu Xun besser nachkamen, als die Ausbildung zum Staatsbeamten. Während des Studiums lernte er On Evolution and Ethics von Thomas Henry Huxley kennen, welches seiner Meinung nach den Ausweg aus Chinas Misere zeigt.

### Entscheidung für das Schriftstellertum
1902 ging Lu Xun zum Medizinstudium nach Japan. Dort widmete er sich allerdings verstärkt der ausländischen Literatur und Philosophie und kam dabei zur Einsicht, dass nur eine Veränderung des Bewusstseins Chinas Rettung sein kann. Rückblickend schrieb Lu Xun 1922 über diese Zeit:
"Es war lange her, seit ich irgendwelche Landsleute gesehen hatte, da wurde eines Tages ein Film vorgeführt, der einige Chinesen zeigte. Einer von ihnen war gefesselt, und viele meiner Landsleute standen um ihn herum. Sie waren alle kräftige Gesellen, schienen jedoch völlig apathisch zu sein. Der Kommentar besagte, dass der eine mit den gebundenen Händen Spion im Dienste der Russen gewesen sei, wofür ihm die japanischen Soldaten – zur Warnung der anderen – nun den Kopf abschlagen würden; die Chinesen rings um ihn seien gekommen, um das Schauspiel zu genießen.
Noch vor Ende des Semesters war ich nach Tokio abgereist, weil ich nach diesem Film zu der Überzeugung gelangt war, die medizinische Wissenschaft sei gar nicht so wichtig. Ich hatte erkannt, dass Menschen eines schwachen und rückständigen Landes, wie stark und gesund sie auch sein mochten, zu nichts anderem dienten, als stumpfsinnige Zuschauer oder willenlose Objekte solch öffentlichen Schauspiels abzugeben; wie viele von ihnen auch an Krankheit stürben, ein Unglück wäre es nicht. Am wichtigsten war es darum, ihren Geist zu ändern, und da ich Literatur für das beste Mittel zu diesem Zweck hielt, beschloss ich, eine literarische Bewegung ins Leben zu rufen."
Zu diesem Zeitpunkt schrieb Lu Xun seine ersten politischen Essay. 1908 kehrte Lu Xun nach China zurück und unterrichtete in Hangzhou und Shaoxing Naturwissenschaften. 1911, nachdem die Qing-Dynastie gestürzt wurde, wurde er Angestellter im Erziehungsministerium der neuen provisorischen Regierung, aber unterrichtete anschließend wieder in Peking.
Bereits 1911 veröffentlichte Lu Xun seine erste Kurzgeschichte Eine Kindheit in China (Huaijiu).
1918 wurde er Redakteur der Jugendzeitung Neue Jugend. Noch im gleichen Jahr verfasste er seine erste Erzählung Tagebuch eines Verrückten (狂人日記,  Kuángrén Rìjì).

### Hauptzeit
Von 1918 bis 1926 hielt sich Lu Xun in Peking auf und kämpfte mit den Intellektuellen der Bewegung des vierten Mai an der Peking-Universität (Běidà, 北大) gegen  Imperialismus und überlebte Traditionen. Er veröffentlichte die Kurzgeschichtensammlungen Aufruf zum Kampf und Auf der Suche. In diesen Kurzgeschichtensammlungen schildert Lu Xun offen scharfe soziale Konflikte, stellt die Klassenzugehörigkeit von den Figuren in Frage und will aufgeklärte Anschauungen verwirklichen. So kann die charakteristische Eigenschaft der Romanfigur Ah Q in Die wahre Geschichte des Ah Q, jede Niederlage gedanklich als moralischen Sieg zu interpretieren, als eine kritische Anspielung auf die unterwürfige und zugleich selbstzufriedene Politik der chinesischen Regierung gegenüber der imperialistischen Aggression Japans, insbesondere gegenüber den Vereinbarungen des Versailler Vertrags angesehen werden, in dem die chinesische Provinz Shandong nach dem Ersten Weltkrieg Japan zugestanden werden sollte.
Die Klassenzugehörigkeit von Figuren wird insbesondere in Lu Xuns Kurzgeschichte Kong Yiji in Frage gestellt. Es wird ein konfuzianischer Gelehrter beschrieben, der jedoch den Besuchern einer Weinschenke nur noch als Belustigungsobjekt dient. Ein Ruf nach Aufklärung der einfachen Bevölkerung ist aus Lu Xuns Kurzgeschichte Die Arznei herauszulesen. Es wird unter anderem der naive Aberglaube kritisiert, man könne einen an Tuberkulose erkrankten Jungen mit einem Brötchen heilen, das in das Blut eines frisch geköpften Revolutionärs getunkt worden ist.
Lu Xuns Engagement richtete sich auch gegen die konservativen Kreise, die sich nach 1920 neu gründeten. Er veröffentlichte Essays, in denen er vor dem Hintergrund seiner eigenen klassischen Bildung aufzeigte, dass die neu formierten konservativen Zirkel die klassische Schriftsprache Wenyan selbst nicht korrekt verwenden konnten.
1926 ging Lu Xun nach Xiamen, um der Zensur und Verfolgung der nördlichen Kriegsherren zu entgehen. Er wurde Professor an der Xiamen-Universität. 1927 war Lu Xun Professor in Kanton (heute Guangzhou) an der Sun-Yat-sen-Universität. Nach der Arbeiterniederschlagung durch die Nationalisten in Shanghai 1927 ging er nach Shanghai, um sich für seine gefangenen Studenten einzusetzen und blieb dort bis zu seinem Tod. Eine Nominierung zum Literatur-Nobelpreis lehnte er ab. 1930 wurde er Mitglied der Liga linksgerichteter Schriftsteller. Während seiner Zeit in Shanghai schrieb Lu Essays, in denen er die reaktionäre Politik der Guomindang unter Chiang Kai-shek sowie die imperialistische Aggression durch Japan, das seit der Mandschurei-Krise von 1931 mit der Besetzung Nordchinas begonnen hatte, aufdeckte. Er richtete seine Aktivitäten auch gegen den Konservativismus von Japan.
Im Jahr 1936 starb Lu Xun in Shanghai kurz vor seinem 55. Geburtstag an Tuberkulose.

## Vermächtnis
In Lu Xuns Testament hieß es:

„Für meine Familie hatte ich mir eine Reihe von Punkten zurechtgelegt, unter anderem folgende:

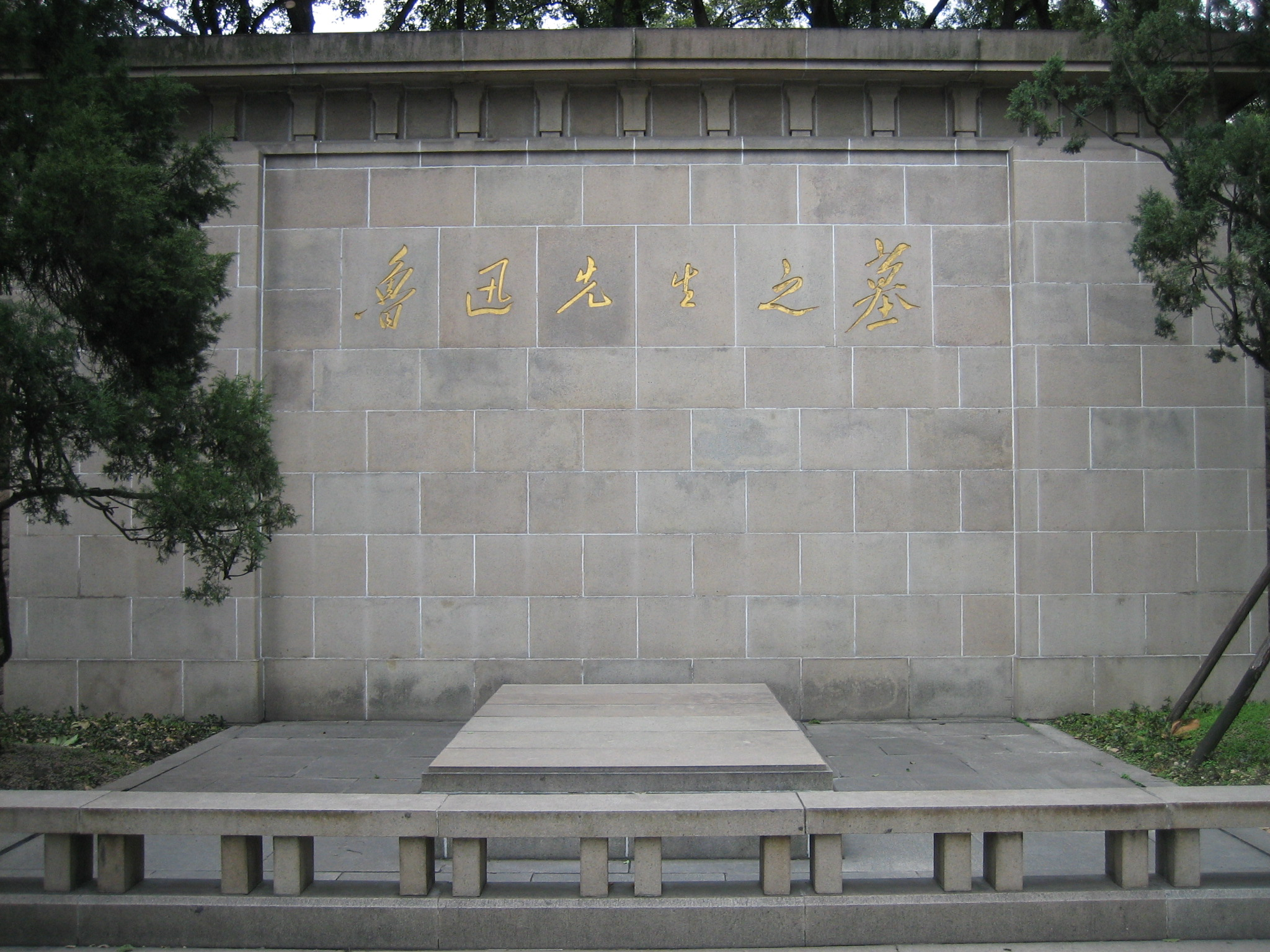
Lu Xuns Grab in Shanghai

1. Nehmt von niemandem auch nur einen Pfennig für das Begräbnis - ausgenommen von alten Freunden.
2. Macht es kurz, beerdigt mich, und Schluss.
3. Bitte keine Grabreden.
4. Vergesst mich und kümmert euch um euer eigenes Leben – wenn nicht, seid ihr selbst schuld.
5. Wenn mein Sohn erwachsen ist und keine besonderen Talente zeigt, soll er einen bescheidenen Beruf ausüben, um seinen Lebensunterhalt zu verdienen. Auf keinen Fall soll er ein nichtssagender Schriftsteller oder Künstler werden.
6. Verlasst euch nicht auf die Versprechen anderer.
7. Gebt euch nicht mit Leuten ab, die anderen Schaden zufügen, aber gleichzeitig das Prinzip der Vergeltung ablehnen und Toleranz predigen.“

2004 wurde in seiner Geburtsstadt Shaoxing die „Lu Xun Memorial Halle“ errichtet, ein bedeutendes Bauwerk des Architekten Chen Tailing.

## Lyrik
Zur Lyrik nahm Lu Xun eine zwiespältige Haltung ein, denn er war der Ansicht, dass die großen Werke der chinesischen Lyrik längst geschrieben worden seien:

„Ich glaube, dass Ende der Tang-Zeit schon alle hervorragenden Gedichte geschrieben waren. Seither ist es besser, man versucht sich nicht im Schreiben von Lyrik, es sei denn man ist der Affenkönig, der von der Handfläche des Buddha springen kann.“

Dennoch verfasste er Gedichte, wenn auch nur aus „Gewohnheit“ oder wenn er um eine Kalligrafie gebeten wurde.

## Werke

### Sammlungen
- Wilde Gräser (野草,  Yěcǎo)
- Morgenblüten abends gepflückt / Blumen der Frühe am Abend gelesen (朝花夕拾,  Zhāohuā Xīshí)
- Aufruf zum Kampf / Applaus (呐喊,  Nàhǎn, 1922)
- Auf der Suche (彷徨, auch 徬徨,  Pánghuáng, 1925)
- Alte Geschichte neu erzählt / Altes frisch verpackt (故事新編,  Gùshì xīnpiān, 1935)
- Kurze Geschichte der chinesischen Romandichtung (中國小說史略,  Zhōngguó Xiǎoshuō Shǐlüè)

### Geschichten
- Aus Aufruf zum Kampf / Applaus (呐喊,  Nàhǎn, 1922)
  - Tagebuch eines Verrückten (狂人日記,  Kuángrén rìjì, 1918)
  - Kong Yiji (孔乙己,  Kǒng Yǐjǐ, 1919)
  - Die Arznei / Das Heilmittel (藥,  Yào, 1919)
  - Der kommende Tag / Der morgige Tag (明天,  Míngtiān, 1920)
  - Eine unbedeutende Begebenheit / Eine Bagatelle (一件小事,  Yíjiàn xiǎoshì, 1920)
  - Wind und Wellen / Viel Lärm um nichts (風波,  Fēngbō, 1920)
  - Meine alte Heimat / Heimat (故鄉,  Gùxiāng, 1921)
  - Die wahre Geschichte des Ah Q / Die wahre Geschichte des Herrn Jedermann (阿Ｑ正傳,  Ā Q Zèngzhuàn, 1921)
  - Das Drachenbootfest (端午節,  Duānwǔjié, 1922)
  - Ein Schimmer / Ein heller Glanz (白光,  Baiguang, 1922)
  - Kaninchen und Katze / Die Geschichte von den Kaninchen und der Katze (兔和貓,  Tù hé māo, 1922)
  - Entenkomödie / Eine Entenkomödie (鴨的喜劇,  Yā de xǐjù, 1922)
  - Oper im Dorf / Eine Oper auf dem Land (社戲,  Shèxì, 1922)
- Aus Auf der Suche / Zwischenzeiten Zwischenwelten (彷徨, auch 徬徨,  Panghuang, 1925)
  - Das Neujahropfer / Das Neujahrsopfer (祝福,  Zhùfú, 1924)
  - In einer Weinschenke (在酒樓上,  Zài jiǔlóu shàng, 1924)
  - Eine glückliche Familie (幸福的家庭,  Xìngfú de jiātíng, 1924)
  - Seife / Die Sache mit der Seife (肥皂,  Féizào, 1924)
  - Die ewige Lampe (長明燈,  Chángmíngdēng, 1925);
auch in China erzählt – 8 Erzählungen, ausgewählt von Andreas Donath. Fischer Bücherei, Frankfurt am Main 1967.
  - Der Menge zur Warnung / Am Pranger (示眾,  Shìzhòng1925)
  - Der ehrwürdige Gelehrte Gao / Ein Gelehrter namens Gao (高老夫子,  Gāo Lǎofūzǐ, 1925)
  - Der Einsame (孤獨者,  Gūdúzhě, 1925)
  - Gewissensbisse / Unwiederbringlich – Die Aufzeichnungen des Juansheng (傷逝,  Shāngshì, 1925)
  - Brüder (兄弟,  Xiōngdì, 1925)
  - Die Scheidung / Die Ehescheidung (離婚,  Líhūn, 1925)
- Aus Alte Geschichte neu erzählt / Altes frisch verpackt (故事新編,  Gùshì xīnpiān, 1935)
  - Den Himmel ausbessern / Nachfahren der Göttin (補天,  Bǔtiān, 1922)
  - Der Flug zum Mond / Die Flucht zum Mond (奔月,  Bēnyuè, 1926)
  - Bekämpfung der Flut / Die Bezwingung der Wasser (理水,  Lǐshuǐ, 1935)
  - Wicken sammeln / Wicken (採薇,  Cǎiwēi, 1935)
  - Das Schmieden der Schwerter / Der Sohn des Schwertschmieds (鑄劍,  Zhùjiàn, 1926)
  - Beim Verlassen des Passes / Die Reise über den Paß (出關,  Chūguān, 1935)
  - Widerstand gegen Aggression / Wider den Angriffskrieg (非攻,  Fēigōng, 1934)
  - Auferstehung (起死,  Qǐsǐ, 1935)

### Werke und Literatur auf Deutsch
Deutsche Werkausgabe
- Wolfgang Kubin (Hrsg./Übers.): Lu Xun. Werkausgabe in 6 Bänden. Zürich: Unionsverlag, 1994.

Einzelbände auf Deutsch
- Lu Xun  – Erzählungen, unter der Transcription Lu Hsün: Peking 1974 (= DEA) und ²1976
- Lu Xun – In tiefer Nacht geschrieben. Reclam (Bd. 879) Leipzig 1981, mehrere Aufl.; Auswahl, Übersetzung, Zeittafel und Anmerkungen von Yang Enlin und Konrad Herrmann. Nachwort von Yang Enlin. Geleitbrief v. Ruth Werner
- Lu Xun – Kein Ort zum Schreiben. Gesammelte Gedichte. Reinbek bei Hamburg 1983 (übersetzt von Egbert Baqué und Jürgen Theobaldy). ISBN 3-499-15264-9
- Lu Xun – Die große Mauer. Erzählungen, Essays, Gedichte. Greno, Nördlingen 1987, Reihe Die Andere Bibliothek, ISBN 3-89190-226-3
- Lu Xun – Wilde Gräser. Verlag für Fremdsprachige Literatur, unter der Transcription Lu Hsün, Peking 1978 (= DEA als Einzelausgabe) und 2002, ISBN 7-119-02977-0.
- Lu Xun – Morgenblüten abends gepflückt. Unter der Transkription Lu Ssün aus dem Chinesischen übertragen und herausgegeben von Johanna Herzfeldt, Rütten & Loening, Berlin 1958 (= DEA) sowie unter der Transcription Lu Hsün,  Verlag für Fremdsprachige Literatur Peking 1978 und 2002, ISBN 7-119-02974-6.
- Lu Xun – Auf der Suche. Verlag für Fremdsprachige Literatur, Peking 2002, ISBN 7-119-02975-4.
- Lu Xun – Aufruf zum Kampf. Verlag für Fremdsprachige Literatur, Peking 2002, ISBN 7-119-02973-8.
- Lu Xun – Alte Geschichte neu erzählt. Verlag für Fremdsprachige Literatur, Peking 2002, ISBN 7-119-02976-2.

Anthologien
- Lu Xun – Das trunkene Land. Erzählungen. Unionsverlag, 2009, ISBN 978-3293004085.

Sekundärliteratur
- Wolfgang Kubin (Hrsg.): Moderne chinesische Literatur. Frankfurt a. M.: Suhrkamp, 1985.
- Leo Ou-fan Lee. Voices from the Iron House. A study of Lu Xun. Bloomington, Indianapolis: Indiana University Press, 1987.
- S. Noma (Hrsg.): Lu Xun (Lu Hsün). In: Japan. An Illustrated Encyclopedia. Kodansha, 1993. ISBN 4-06-205938-X, S. 903.
- Raoul David Findeisen: Lu Xun. Texte, Chronik, Bilder, Dokumente. Stroemfeld, Frankfurt a. M./Basel, 2001, ISBN 3-86109-119-4.
- Wolfgang Kubin: Literatur als Selbsterlösung. Lu Xun und Vox clamantis. Die chinesische Literatur im 20. Jahrhundert. In: Geschichte der chinesischen Literatur. Band 7 München 2005 S. 33–46.
- Gloria Davies: Lu Xun's Revolution. Writing in a Time of Violence. Harvard University Press, 2013, ISBN 978-0-674-07264-0. (Inhaltsverzeichnis)